# Afrikaner Weerstandsbeweging

Flaga organizacji

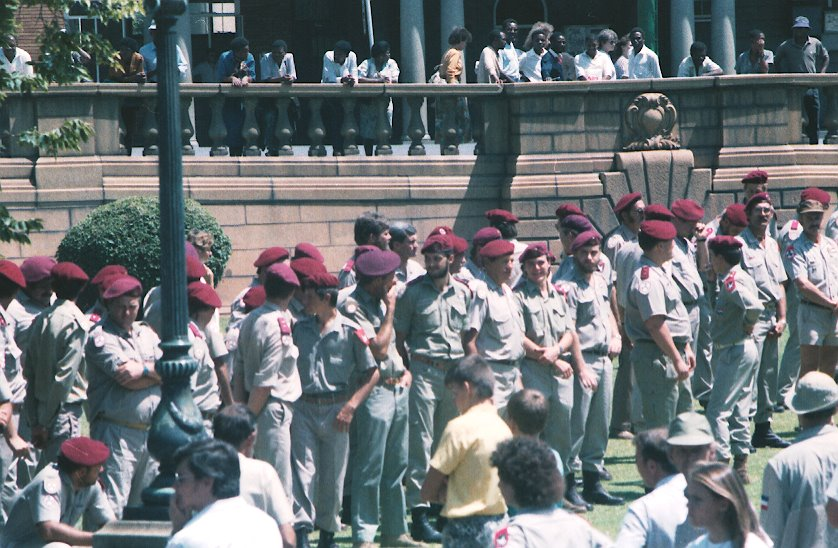
Działacze AWB

Afrikaner Weerstandsbeweging (AWB, ang. Afrikaner Resistance Movement, pol. Afrykanerski Ruch Oporu) – skrajnie prawicowa i neonazistowska organizacja polityczna i terrorystyczna z Południowej Afryki. Jej członkowie opowiadają się za przywróceniem niepodległego państwa burskiego („Boerestaat”). Za granicą zyskali rozgłos głównie jako ruch rasistowski i promujący supremację białych. 
AWB powstał w 1973 w Heidelbergu (mieście położonym na południe od Johannesburga). Jego założycielem został były policjant Eugène Terre’Blanche. W okresie apartheidu ruch liczył kilka tysięcy członków, którzy gwałtownie protestowali przeciwko znoszeniu segregacji rasowej i liberalizacji prawa w tym względzie. W latach 80. notowano wielokrotnie przypadki atakowania „niebiałych” przez AWB.
W czerwcu 1993 roku AWB dokonała zamachu terrorystycznego na Kempton Park World Trade Centre. W tym samym roku sympatyk partii, Janusz Waluś, zabił jednego z przywódców ANC, Chrisa Haniego w zamiarach mając też dokonanie zamachu na lidera partii, Nelsona Mandelę. W 1994 AWB zyskała międzynarodowy rozgłos podczas puczu w bantustanie Bophuthatswana. Była to próba obrony dyktatorskiego rządu Lucasa Mangope, który sprzeciwiał się włączeniu Bophuthatswany z powrotem do Południowej Afryki i przeprowadzeniu wolnych (wielorasowych) wyborów. Doszło wtedy do całkowitej kompromitacji AWB, której bojówkarze na oczach kamer strzelali do niewinnych cywilów na ulicach. W tym samym roku w trakcie wyborów komórka terrorystyczna AWB w zamachu z udziałem samochodu pułapki zabiła 20 osób.
W 1997 przywódca grupy – Eugène Terre’Blanche został skazany na 6 lat za zaatakowanie pracownika stacji benzynowej. W 2004 r. opuścił więzienie po odsiedzeniu 3 lat. 3 kwietnia 2010 roku dwaj czarnoskórzy robotnicy rolni śmiertelnie pobili go w czasie snu, bijąc go rurami i maczetami na jego farmie na północy Południowej Afryki.